# From Here to Eternity (Giorgio Moroder)
| Recensione | Giudizio |
| ---------- | -------- |
| AllMusic   | [ 2 ]    |
| Pitchfork  | (8.6/10) |

From Here to Eternity è un album prodotto e realizzato da Giorgio Moroder e pubblicato nel 1977.

## Descrizione
Moroder fu introdotto verso il 1970 all'uso del sintetizzatore dall'ingegnere del suono Robert Wedel. Già autore in collaborazione con Pete Bellotte di diversi singoli da ballo si consacrò tra i massimi esponenti del genere disco music (in un filone poi chiamato Eurodisco) con I Feel Love, singolo prodotto e scritto per Donna Summer con il solo ausilio del sintetizzatore.
Decise quindi di creare un album solista che mantenesse caratteristiche simili a quelle del singolo per la Summer. Influenzato senz'altro dai Kraftwerk, diede origine a un capolavoro della musica elettronica, che sul retro riporta la scritta Only electronic keyboards were used on this recording e fu registrato in poco meno di un mese, con l'uso di sintetizzatore e vocoder.
L'album, il terzo di Moroder da solista, è stato messo al numero 88 nella lista della Pitchfork dei migliori 100 album degli anni settanta.
Inoltre, la title track, insieme a Too Hot to Handle  e First Hand Experience in Second Hand Love, altri singoli estratti dall'album, raggiunsero il numero due nelle classifiche da discoteca della Billboard. Insieme a I'm Left, You're Right, She's Gone e altre canzoni di Moroder, vennero inseriti nel videogioco Grand Theft Auto: Liberty City Stories, ascoltabili per mezzo della radio fittizia "Flashback FM".

## Tracce
1. From Here to Eternity – 5:58
2. Faster Than the Speed of Love – 1:54
3. Lost Angeles – 2:44
4. Utopia - Me Giorgio – 3:24
5. From Here to Eternity (Reprise) – 1:45
6. First Hand Experience in Second Hand Love – 5:02
7. I'm Left, You're Right, She's Gone – 5:08
8. Too Hot to Handle – 4:51